# Coelocorynus runsoricus
Coelocorynus runsoricus är en skalbaggsart som beskrevs av Hermann Julius Kolbe 1895. Coelocorynus runsoricus ingår i släktet Coelocorynus och familjen Cetoniidae. Inga underarter finns listade i Catalogue of Life.